# Shopping (2013)
Shopping is een Nieuw-Zeelandse film uit 2013, geregisseerd door Mark Albiston en Louis Sutherland. De film won op het Internationaal filmfestival van Berlijn een Grand Prix van de Generation 14plus internationale jury.

## Verhaal
Aan de Kapiti Coast in 1981 brengen de gemengde tiener Willie en zijn jongere broer, Solomon, steeds meer tijd door weg van hun gewelddadige vader en religieuze moeder. Willie trekt de waardering van professionele dief Bennie nadat hij onbedoeld een van zijn overvallen heeft geholpen. Willie voelt zich aangetrokken tot de kameraadschap van Bennie's bende en moet beslissen of hij hen wil volgen terwijl ze verder trekken of achterblijven om voor Solomon te zorgen.

## Rolverdeling
| Acteur            | Personage |
| ----------------- | --------- |
| Kevin Paulo       | Willie    |
| Julian Dennison   | Solomon   |
| Jacek Koman       | Bennie    |
| Alistair Browning | Terry     |

## Release
De film ging in première op 18 januari 2013 op het Sundance Film Festival en werd op 30 mei 2013 uitgebracht in Nieuw-Zeeland.